# Heterolaophonte phycobates
Heterolaophonte phycobates är en kräftdjursart som först beskrevs av Albert Monard 1935.  Heterolaophonte phycobates ingår i släktet Heterolaophonte och familjen Laophontidae. Inga underarter finns listade i Catalogue of Life.